# Поназырево
Пона́зырево — посёлок городского типа в Костромской области России, административный центр Поназыревского района и городского поселения посёлок Поназырево.
Железнодорожная станция Поназырево Северной железной дороги.
Население 4127 человек (2024).

## Топоним
Имя станция и посёлок при ней получили от ближайшего починка, ныне деревни Поназырево. В свою очередь, считается что починок Поназырев получил название по фамилии крестьянина-основателя.

## География
Посёлок расположен на реке Нее и её притоке Прудовке, в 383 км к востоку от областного центра Костромы рядом с границей Кировской области.

## История

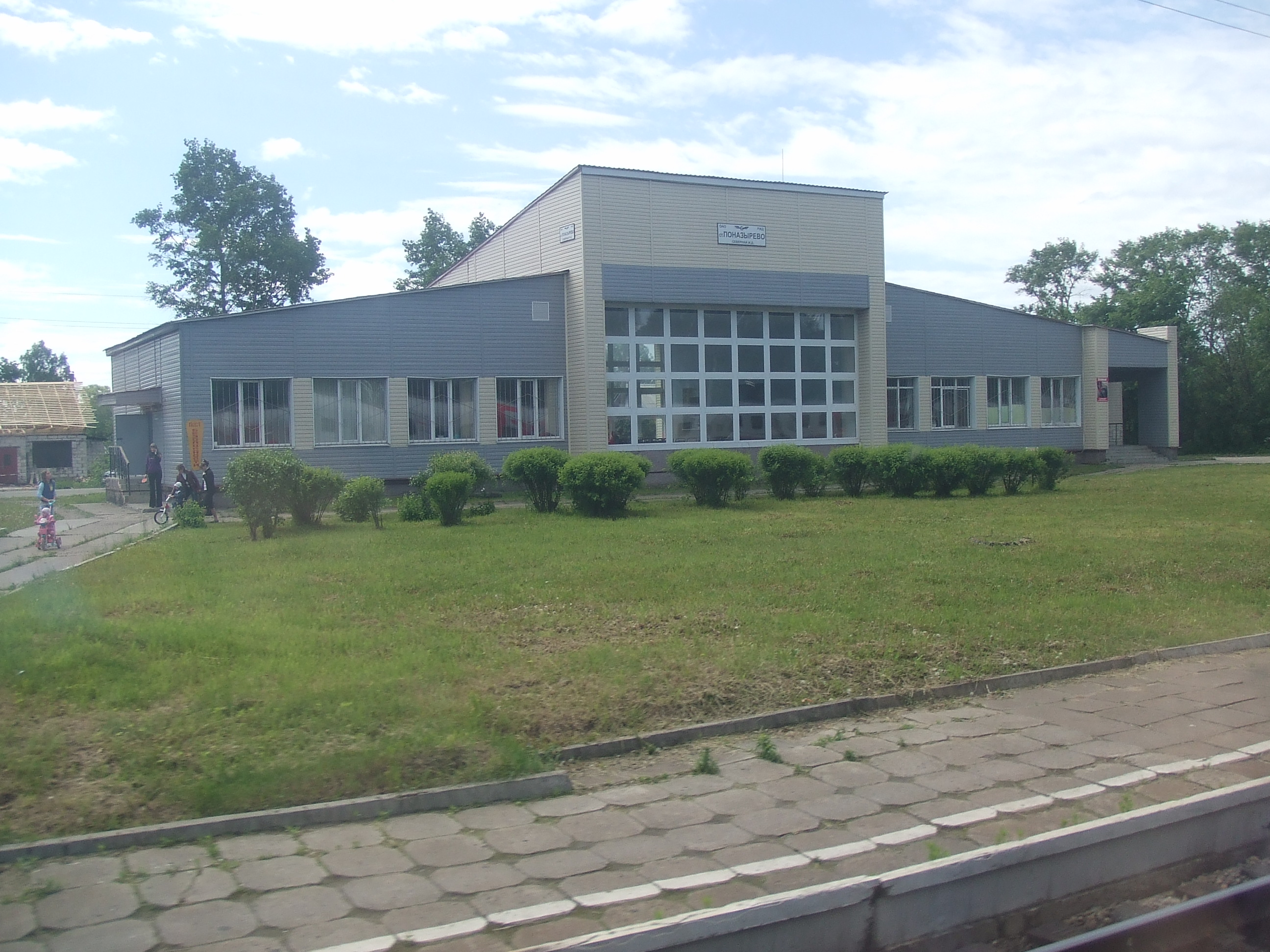
Здание вокзала

Поназырево основано, как станция, в начале XX века, при строительстве Вологдо-Вятской железной дороги.
Открытие в 1906 году железной дороги способствовало развитию Поназырево.
В 1945 году станция приобрела статус посёлка, с 1957 года имеет статус посёлка городского типа.
До 2005 года действовала Поназыревская узкоколейная железная дорога (служила для вывоза леса), длина которой до конца 1990-х годов составляла не менее 42 км. В последние годы существования дороги действовал только небольшой участок в черте посёлка, его протяжённость составляла 1 километр.

## Население
| 1959  | 1970  | 1979  | 1989  | 2002  | 2008  | 2009  |
| ----- | ----- | ----- | ----- | ----- | ----- | ----- |
| 6181  | ↗6724 | ↘6037 | ↘5621 | ↘4988 | ↘4392 | ↗4471 |
| 2010  | 2012  | 2013  | 2014  | 2015  | 2016  | 2017  |
| ↗4840 | ↘4796 | ↘4761 | ↘4696 | ↘4638 | ↘4617 | ↘4564 |
| 2018  | 2019  | 2020  | 2021  | 2024  |       |       |
| ↘4501 | ↘4369 | ↘4289 | ↘3053 | ↗4127 |       |       |

### Национальный состав
По итогам переписи населения 2020 года проживали следующие национальности (национальности менее 0,1 % и другое, см. в сноске к строке «Другие»):
| Национальность | Численность, чел. | Доля     |
| -------------- | ----------------- | -------- |
| Русские        | 2894              | 94,79 %  |
| Украинцы       | 17                | 0,56 %   |
| Цыгане         | 13                | 0,43 %   |
| Армяне         | 12                | 0,39 %   |
| Молдаване      | 10                | 0,33 %   |
| Белорусы       | 9                 | 0,29 %   |
| Узбеки         | 7                 | 0,23 %   |
| Татары         | 6                 | 0,20 %   |
| Немцы          | 5                 | 0,16 %   |
| Ингуши         | 5                 | 0,16 %   |
| Другие         | 75                | 2,46 %   |
| Итого          | 3053              | 100,00 % |

## Экономика
Основные предприятия — леспромхоз и маслосырзавод (на 2011 год не функционируют). Исправительная колония общего режима (мужская): ФКУ ИК-2 УФСИН России по Костромской области (закрыта в 2023 году).

## СМИ

### Пресса
Общественно-политическая газета «Районный вестник»

## Транспорт
Автомобильные дороги ведут в посёлок Полдневица и город Шарья.
Железнодорожная станция на линии Буй — Котельнич.